# Kraftwerke Freital AG
Die Kraftwerke Freital AG war ein im Döhlener Becken tätiges Energieversorgungsunternehmen mit Sitz in der sächsischen Stadt Freital. Es ging aus einem kommunalen Verband zum Betrieb eines Elektrizitätswerks im Plauenschen Grund hervor, bestand von 1923 bis 1948 als Aktiengesellschaft und ist ein Vorgängerunternehmen des heutigen kommunalen Energieversorgers der Stadt Freital, der Freitaler Stadtwerke GmbH.

## Geschichte

### Gemeindeverband

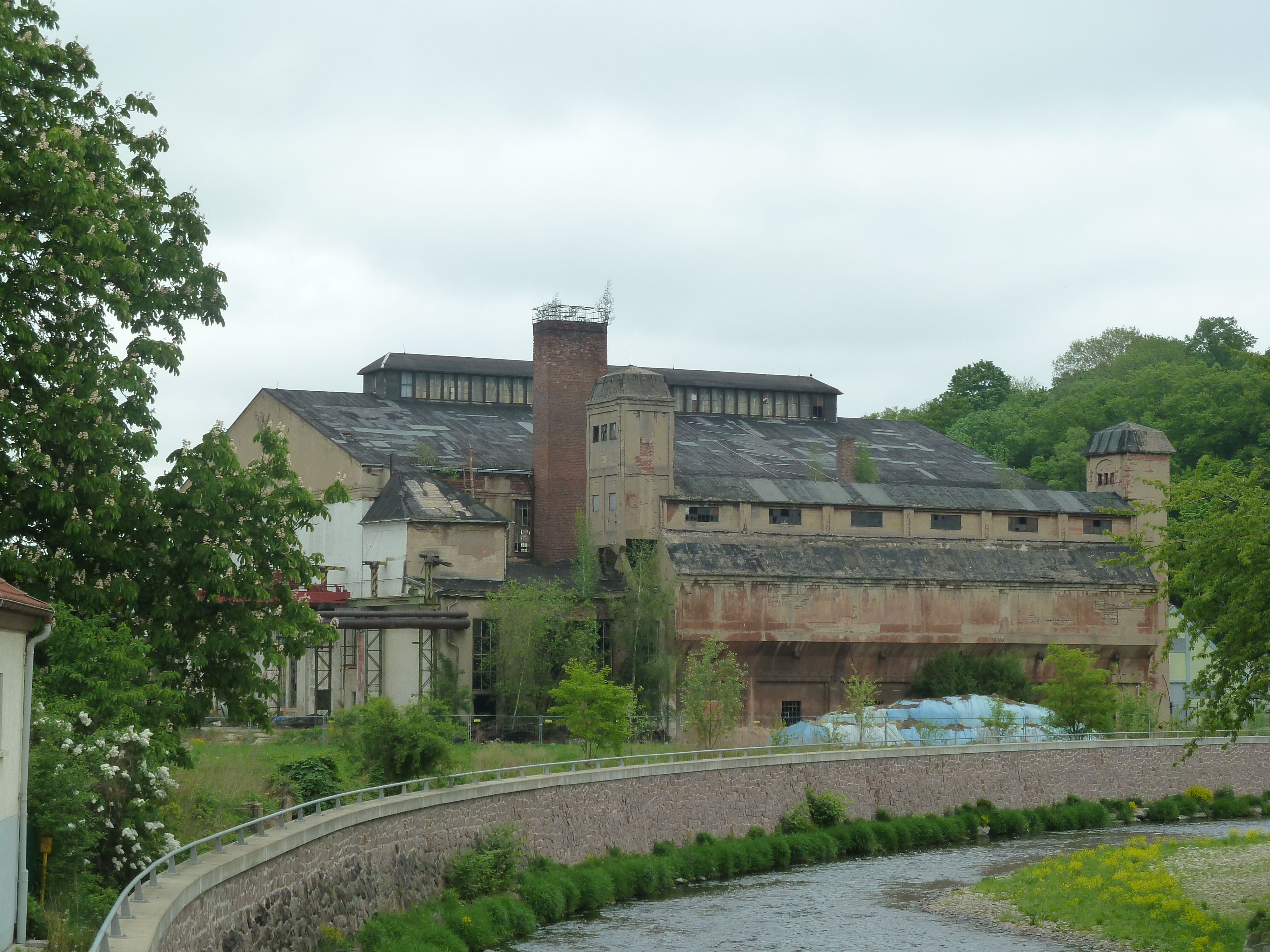
Kesselhaus II des Hauptwerkes, abgerissen 2012/2013

Vorläufer der Kraftwerke Freital AG war der „Gemeindeverband Elektrizitätswerk für den Plauenschen Grund zu Deuben“. Dieser wurde am 9. September 1896 von den Gemeinden Deuben, Potschappel, Niederhäslich, Hainsberg und Coschütz anlässlich der Errichtung des Elektrizitätswerks für den Plauenschen Grund gegründet. Das erste Elektrizitätswerk der Region wurde nach Beschluss des späteren Gemeindeverbandes vom 12. Juni 1895 erbaut und nahm im August 1896 seinen Betrieb auf. Standort des Elektrizitätswerks war Deuben, das Netz des Gemeindeverbandes umfasste zu Beginn 25 Transformatorenstationen mit 51 Transformatoren. Bis 1900 wurde das Versorgungsgebiet nach Coßmannsdorf, Döhlen, Eckersdorf, Niederpesterwitz, Rabenau, Saalhausen, Somsdorf, Tharandt, Unterweißig und Weißig erweitert. Der Nachfrageanstieg an elektrischem Strom und die Netzerweiterung führte auch zur kontinuierlichen Kapazitätserweiterung des Elektrizitätswerks.
Bis 1920 traten viele weitere Gemeinden dem Versorgungsgebiet bei, es erstreckte sich inzwischen bis nach Wurgwitz, rund um Hartha und Wilsdruff. Insgesamt wurden 1920 38 Gemeinden versorgt. Neben der Beleuchtung trat vor allem auch die Stromerzeugung für die Plauensche Grundbahn und die aufstrebenden Industriebetriebe in der Region, auch im Zusammenhang mit dem Ersten Weltkrieg, in den Vordergrund. Die Erweiterung des Elektrizitätswerks in Deuben erwies sich nicht mehr als sinnvoll. Die bestehenden Anlagen wurden modernisiert und in ihrer Effektivität gesteigert. Stattdessen konzentrierte sich der Gemeindeverband ab 1910 auf die Errichtung von Wasserkraftwerken entlang Roter und Wilder Weißeritz. So wurden 1912 das Wasserkraftwerk Rabenauer Grund (Unterwerk I, später „Rudeltwerk“) und 1914 die Wasserkraftwerke Malter (Unterwerk II) und Klingenberg (Unterwerk III) zusammen mit den beiden Talsperren in Betrieb genommen. Der in diesen Werken erzeugte Strom wurde über Erdkabel nach Coßmannsdorf und von dort weiter ins Deubener Werk, ab dieser Zeit als „Hauptwerk“ bezeichnet, geleitet.

erhaltene Wasserkraftwerke
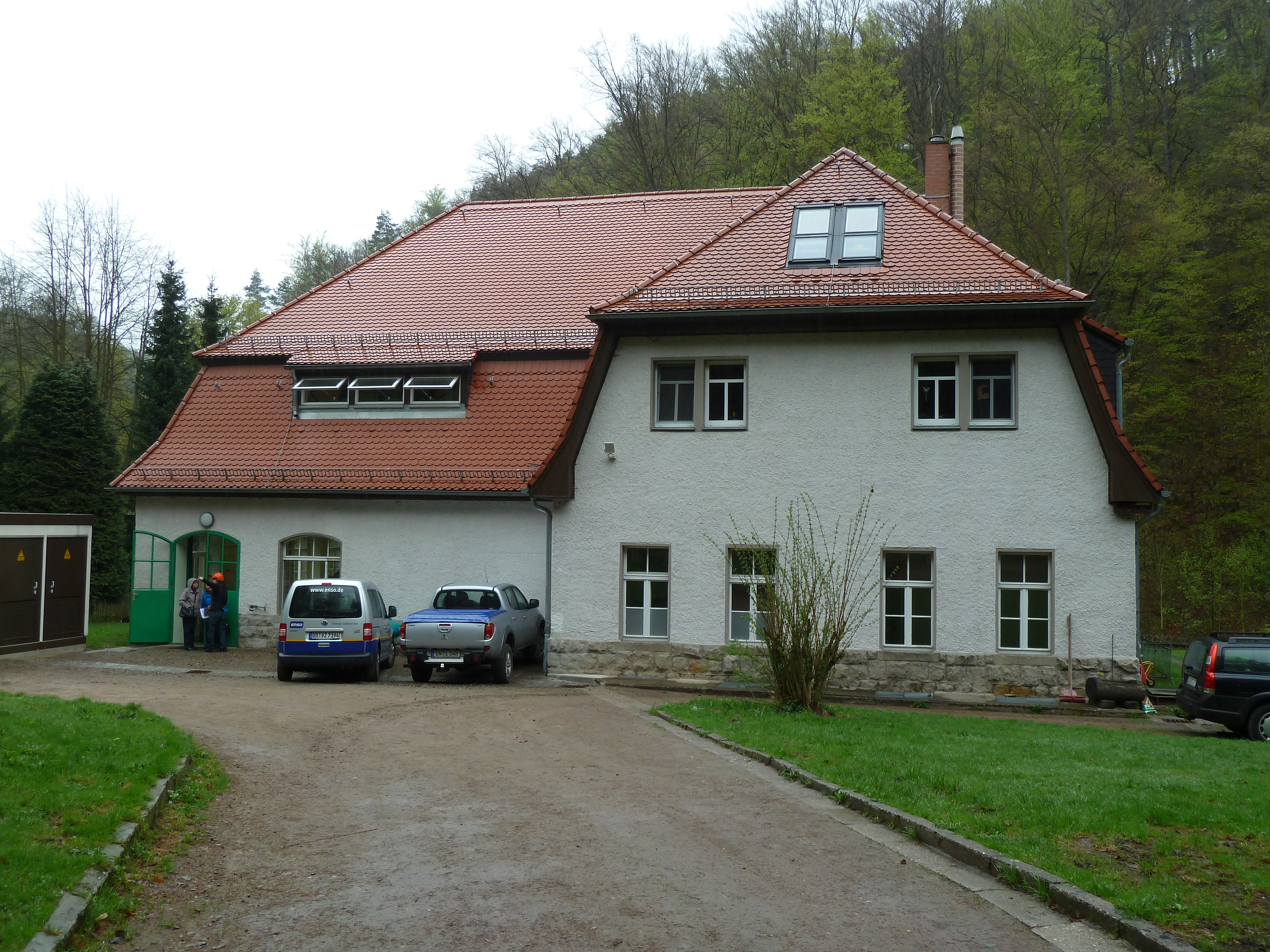
Rabenauer Grund
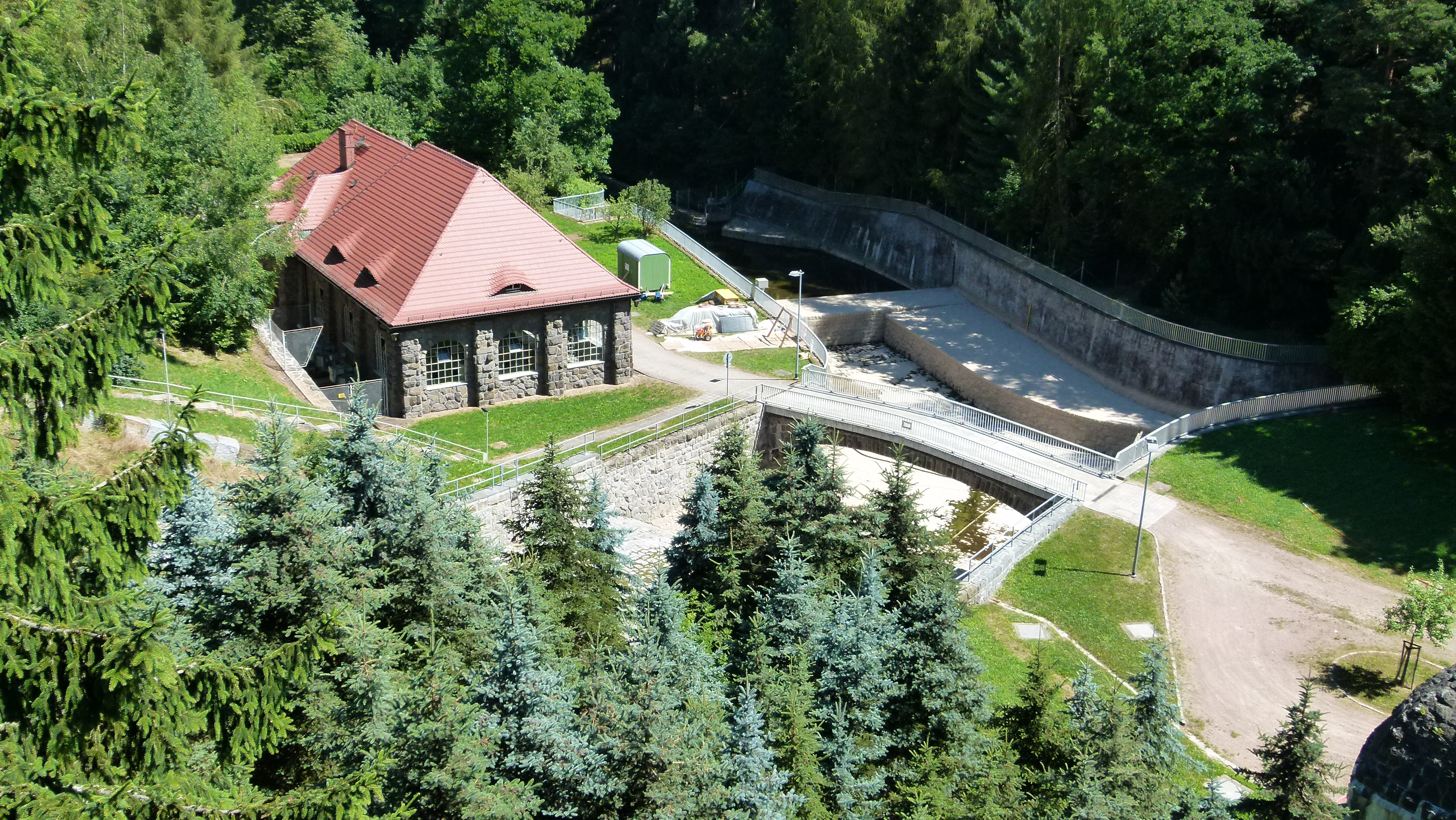
Malter
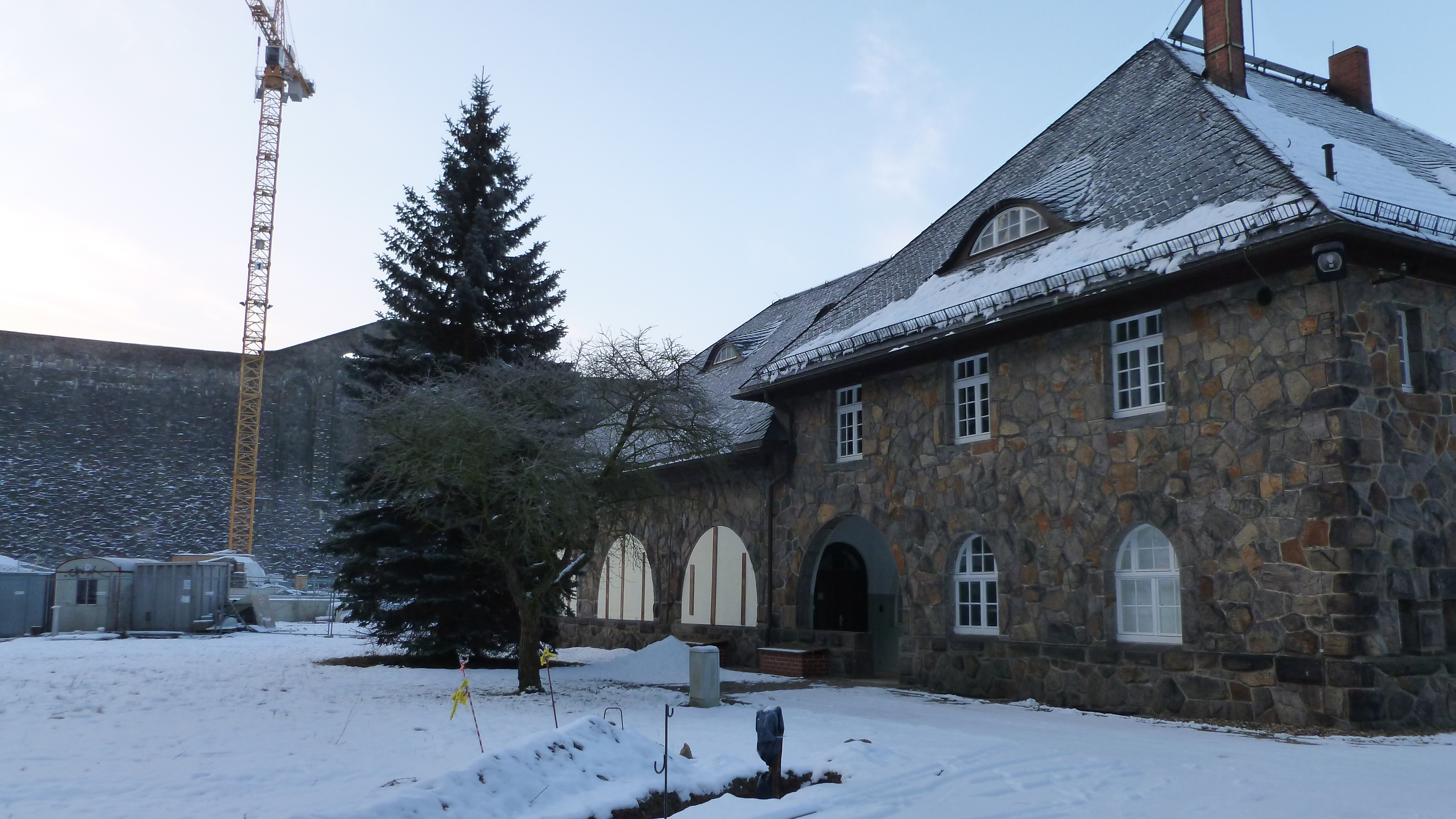
Klingenberg
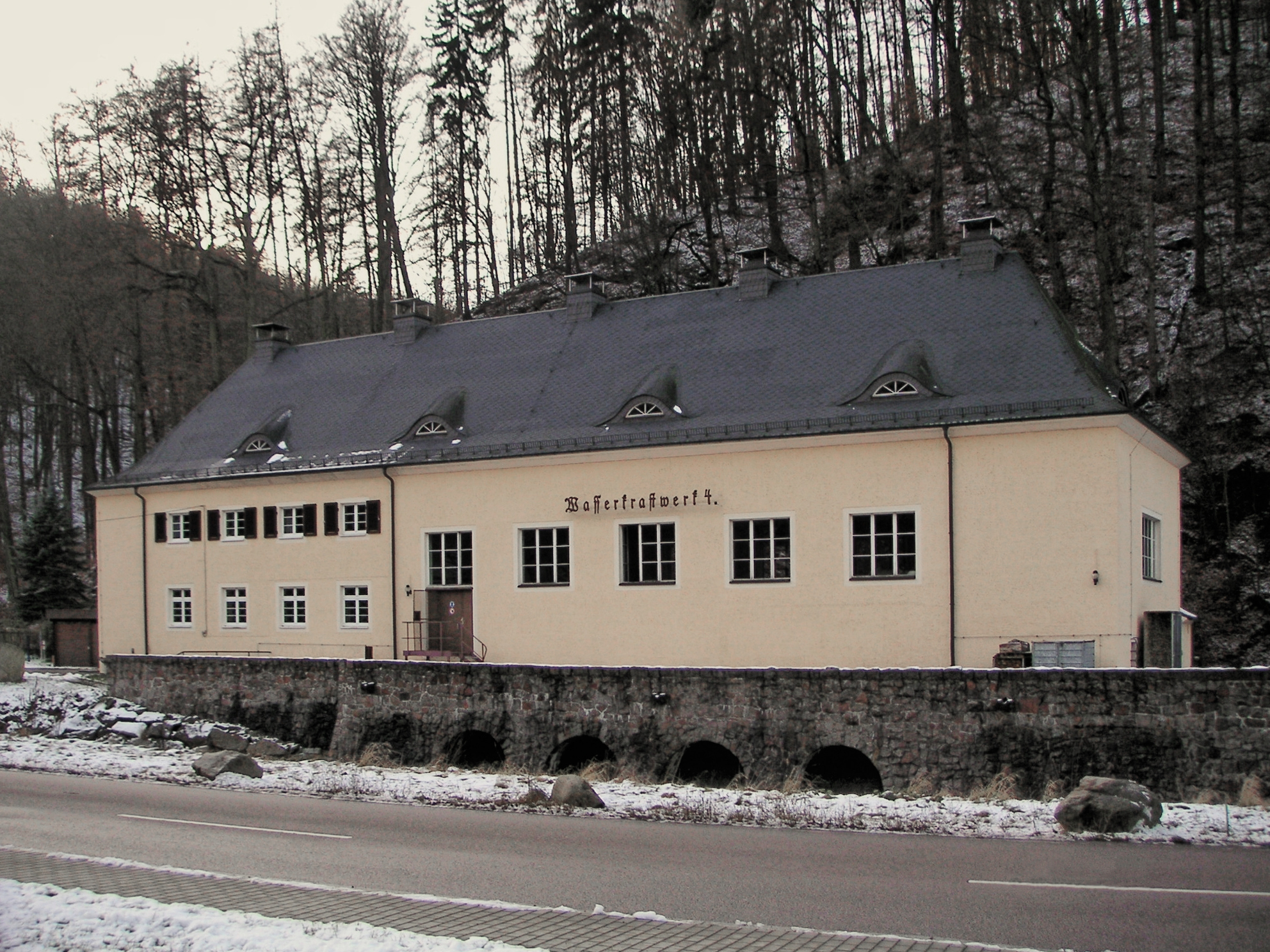
Tharandt

Eine Erhebung aus dem Jahr 1920 ergab folgende Daten zum Stromnetz:
- Versorgungsgebiet: 38 Gemeinden, 12.675 Stromkunden
- Beleuchtung: 82.095 Glühlampen, 397 Bogenlampen
- andere Geräte: 1.506 Elektromotoren, 180 Bügeleisen, 178 Klingelanlagen, 94 Ventilatoren, 79 Heizungen und Kochplatten, 15 medizinische Geräte, 13 Lichtbildapparate
- Stromproduktion: 10.250 MWh
- Anschlussleistung: 11.280 kW, davon 2.865 kW Lichtstrom, 7.760 kW Drehstrom und 655 kW Gleichstrom für die Plauensche Grundbahn

### Umwandlung in die Aktiengesellschaft
Von staatlicher Seite wurde ab dem Ersten Weltkrieg die Regulierung und Verstaatlichung der Energieversorgung in Sachsen vorangetrieben. Im Gemeindeverband erwog man eine Abkehr von der Gemeindewirtschaft und eine Beteiligung an der 1923 gegründeten Aktiengesellschaft Sächsische Werke (ASW). So wurde am 2. Oktober 1923 die Kraftwerke Freital AG gegründet, die im Besitz des Haupt- und der drei Unterwerke war. Im Jahr 1921 hatten sich Deuben, Döhlen und Potschappel zur Stadt Freital zusammengeschlossen.
1925 übernahm die Kraftwerke Freital AG das Netz des Elektrizitätsverbands Höckendorf und schloss die Gemeinde Grillenburg an. Die Anschlussleistung stieg auf 17.930 kW. Ein Jahr später erfolgte die Inbetriebnahme des Wasserkraftwerks Tharandt, Unterwerk IV genannt. Bis 1929 wurde das Elektrizitätswerk für den Plauenschen Grund stillgelegt. Ein Jahr zuvor war nebenan ein Umspannwerk errichtet worden, das den Strom über zwei 20 kV-Kabel aus dem Pumpspeicherwerk Niederwartha der ASW bezog und in das Freitaler Netz einspeiste. Im Jahr 1929 übernahm die Kraftwerke Freital AG das Wasserkraftwerk Seifersdorf.
Das Netz der AG war 1937 wie folgt gekennzeichnet:
- Leitungen: 210 km Hochspannung, 607 km Niederspannung
- Stromproduktion: 65,5 Mio. kWh, davon 14,5 Mio. kWh selbst erzeugt über die Wasserkraftwerke

Auf der Birkigter Straße in Freital wurde 1939 ein weiteres Umspannwerk in Betrieb genommen, bereits 1943 wurde es durch ein leistungsfähigeres einige Meter weiter ersetzt. Während des Zweiten Weltkriegs wurde das Stromnetz der Kraftwerke Freital AG kaum beschädigt, der Bedarf nach Elektrizität war in den unmittelbaren Nachkriegsjahren sehr hoch. Folge waren Netzüberlastungen und Stromabschaltungen, verschärft noch durch die Trockenheit im Jahr 1947, die die Auslastung der Wasserkraftwerke minderte.
Rückwirkend zum 1. Juli 1948 wurde die Kraftwerke Freital AG enteignet und wie die gesamte ASW in den Energiebezirk Ost überführt. Die Betriebsübernahme fand erst 1949 statt.

### Nachfolger der Kraftwerke Freital AG
Nach mehreren Umstrukturierungen in den beginnenden 1950er Jahren gehörte das Netz ab 1954 zum VEB Energieversorgung Dresden, ab 1970 zum VEB Energiekombinat Ost und ab 1980 zum VEB Energiekombinat Dresden. Innerhalb der Betriebsstelle Freital gab es die Meisterbereiche Betrieb, Bau Kabel und Stationen, Wasserkraftwerke und Umspannwerke.
Nach der Wende gründete die Stadt Freital zum 1. Januar 1995 die Freitaler Stromversorgung GmbH und übernahm das städtische Netz von der aus dem Energiekombinat hervorgegangenen Energieversorgung Sachsen Ost AG (ESAG). Ein Jahr später wurden auch die Gasbetriebsanlagen von der Gasversorgung Sachsen Ost (GASO) übernommen, die Freitaler Stromversorgung GmbH firmierte seitdem bis 2000 als Freitaler Strom- und Gasversorgung GmbH, seit 2000 als Freitaler Strom + Gas GmbH sowie seit 2020 als Freitaler Stadtwerke GmbH.